# Crestwing
Crestwing er et koncept der definerer en særlig patenteret tilgang til bølgeenergi. Crestwing udnytter det atmosfæriske tryk til at trække energien ud af bølgerne. I 2005 blev maskiningeniør Henning Pilgaard, sammen med sin kone, 3D designer og klejnsmed Ruth Bloom, enige om at gøre alvor af deres unikke planer med at omdanne bølgernes bevægelser til energi. I 2005 gik konceptet under navnet ”Bølgevingen” firmaet hed ”Wave energy fyn”. Tidlige versioner af bølgevingen blev herefter testet på Aalborg Universitet og Dansk Hydraulisk Institut. Med internationalt sigte blev Bølgevingen til Crestwing og firmaet tog navn efter konceptet. I 2009, flyttede Crestwing sine aktiviteter til Frederikshavn kommune. Efter massevis af tests i diverse kontrollerede miljøer blev modellen Fladstrand til og fik navn efter Frederikshavns gamle navn. Fladstrand blev kendt igennem TV2s serie ”Norskov” som rullede over TV skærmene i 2015. Udrustet med masser af elektronik og måleudstyr, leverede Fladstrand de manglende data og banede vejen for Crestwings, nye fuldskala model ”Tordenskiold”. Crestwing har planer om at søsætte Tordenskiold i april 2018. Hvor Fladstrand var lavet i træ er Tordenskiold lavet af stål og konstrueret på samme måde som når man bygger skibe.

## Konceptet
Crestwings koncept består af 2 pontoner, i princippet med en bremse i mellem. Hvor andre bølgeenergi anlæg høster den potentielle energi, sigter Crestwing efter at høste både den potentielle energi og den kinetiske energi i bølgernes bevægelse. Crestwing udnytter det vakuum som omgiver os alle pga. trykket fra atmosfæren. På den måde suges anlægget ned mod bølgerne, med en potentiel kraft på 10 tons pr. m2. Kort fortalt bliver et Crestwing anlæg løftet op på toppen af bølgen og trækker energien ud, når bølgen forlader anlægget igen. Bølgen har nu markant mindre slagkraft og har dermed langt mindre negativ effekt på kysterne. Et anlæg som Tordenskiold trækker ikke energi ud på vej op da dette ville reducere bølgens top og dermed mindske det samlede output. En ”flåde” af anlæg af denne type ville på den måde kunne fungere som kystsikring af f.eks. Lønstrup der ligger i Hjørring kommune.[kilde mangler]

## Udviklingsforløbet
Bølgevingen blev opfundet omkring år 2000. Efter flere målinger og tests er formen revideret flere gange. En tidlig model er på museum i Tyskland.